# Tururu
Tururu är en kommun i Brasilien.   Den ligger i delstaten Ceará, i den östra delen av landet, 1 600 km nordost om huvudstaden Brasília. Antalet invånare är 14 415.
Omgivningarna runt Tururu är huvudsakligen savann. Runt Tururu är det ganska glesbefolkat, med 47 invånare per kvadratkilometer.